# Вутов, Антонио
Антонио Вутов (болг. Антонио Вутов; 6 июня 1996, Мездра, Болгария) — болгарский футболист, полузащитник клуба ЦСКА 1948.

## Клубная карьера
Антонио начинал свою карьеру в клубе «Локомотив» (Мездра). В 2009 году он присоединился к юношеской системе команды «Левски», где молодой игрок выступал до 2012 года. В 2012 году он был переведён в первую команду. Его дебют в высшем болгарском дивизионе состоялся 8 апреля 2012 года в матче против софийского «Локомотива». На тот момент ему было 15 лет и 307 дней, что сделало Антонио самым молодым игроком, когда-либо игравшим за «Левски». Всего в своём дебютном сезоне молодой игрок провёл пять встреч. 28 ноября 2012 года Антонио забил свой первый мяч в высшей лиге. Всего он провёл двадцать восемь матчей и забил три гола за «Левски». В 2014 году Антонио стал футболистом итальянского «Удинезе».

## Карьера в сборной
Антонио представляет Болгарию на юношеском уровне. Он принимал участие на юношеском чемпионате Европы 2014.